# Rudd (Iowa)
Rudd és una població dels Estats Units a l'estat d'Iowa. Segons el cens del 2000 tenia 431 habitants.

## Demografia
Segons el cens del 2000, Rudd tenia 431 habitants, 182 habitatges, i 123 famílies. La densitat de població era de 166,4 habitants/km².
Dels 182 habitatges en un 31,3% hi vivien nens de menys de 18 anys, en un 58,2% hi vivien parelles casades, en un 6% dones solteres, i en un 32,4% no eren unitats familiars. En el 28% dels habitatges hi vivien persones soles el 13,7% de les quals corresponia a persones de 65 anys o més que vivien soles. El nombre mitjà de persones vivint en cada habitatge era de 2,37 i el nombre mitjà de persones que vivien en cada família era de 2,91.
Per edats la població es repartia de la següent manera: un 26,2% tenia menys de 18 anys, un 7% entre 18 i 24, un 24,8% entre 25 i 44, un 24,6% de 45 a 60 i un 17,4% 65 anys o més.
L'edat mediana era de 40 anys. Per cada 100 dones de 18 o més anys hi havia 95,1 homes.
La renda mediana per habitatge era de 32.679 $ i la renda mediana per família de 43.750 $. Els homes tenien una renda mediana de 29.750 $ mentre que les dones 20.625 $. La renda per capita de la població era de 17.167 $. Entorn del 4,6% de les famílies i el 7,7% de la població estaven per davall del llindar de pobresa.

## Poblacions més properes
El següent diagrama mostra les poblacions més properes.